# Journal for the Scientific Study of Religion
Journal for the Scientific Study of Religion (JSSR; с англ. — «Журнал научного изучения религии») — ежеквартальный междисциплинарный религиоведческий рецензируемый научный журнал издаваемый Wiley-Blackwell при поддержке Общества научного изучения религии.

## История
Основан в 1961 году. Предисловие к первому номеру написал теолог и философ-экзистенциалист Пауль Тиллих.
В 1995—1999 годах главным редактором журнала был психолог религии Ральф Худ, в 2003—2008 годах — социолог религии Рис Уильямс.
Социолог религии Джефри Хэдден в 1973—1979 и 1992—1995 годах являлся редактором отдела книжных рецензий.

## Редакция
Главный редактор — Дж. Тобин Грант, профессор и заведующий кафедрой политологии Южно-Иллинойсского университета в Карбондейле.

## Индексирование
Согласно Journal Citation Reports в 2011 году импакт-фактор журнала составил 1.348, а само издание заняло 30 место из 138 журналов по социологии.